# Tadeusz Nowakowski (lekarz)
Tadeusz Konstanty Nowakowski (ur. 20 lutego 1912 w Przeworsku, zm. 1982) – polski lekarz, profesor pediatrii i wykładowca akademicki.

## Życiorys
Urodził się 20 lutego 1912 r. w Przeworsku, w rodzinie Wacława i Sabiny. W 1935 uzyskał dyplom lekarski. 
Uczestnik powstania warszawskiego, lekarz, ps. Wojciech. 
Był wśród członków Grupy Naukowej, którą powołano w Krakowie celem zorganizowania nauki i kultury w wyzwolonym Wrocławiu. Od 1945 r. organizował I Klinikę Pediatryczną Uniwersytetu i Politechniki we Wrocławiu. W latach 1954–1955 był kierownikiem Katedry Propedeutyki Pediatrii, a potem do 1962 r. kierownikiem Kliniki Chorób Zakaźnych Wieku Dziecięcego, zaś w latach 1962–1970 kierownikiem I Katedry i Kliniki Pediatrii. Ponadto w latach 1954–1966 dyrektor Oddziału Pediatrycznego Wydziału Lekarskiego Akademii Medycznej we Wrocławiu. Był jednym z organizatorów Wyższej Szkoły Wychowania Fizycznego we Wrocławiu, na której objął posadę kierownika Katedry Fizjologii i Higieny. 
Był mężem Barbary z Jakimowiczów (1913–1980). Mieli troje dzieci. 
Zmarł w 1982 r. i został pochowany na cmentarzu św. Wawrzyńca (p. 4, al. boczna, gr. 353).

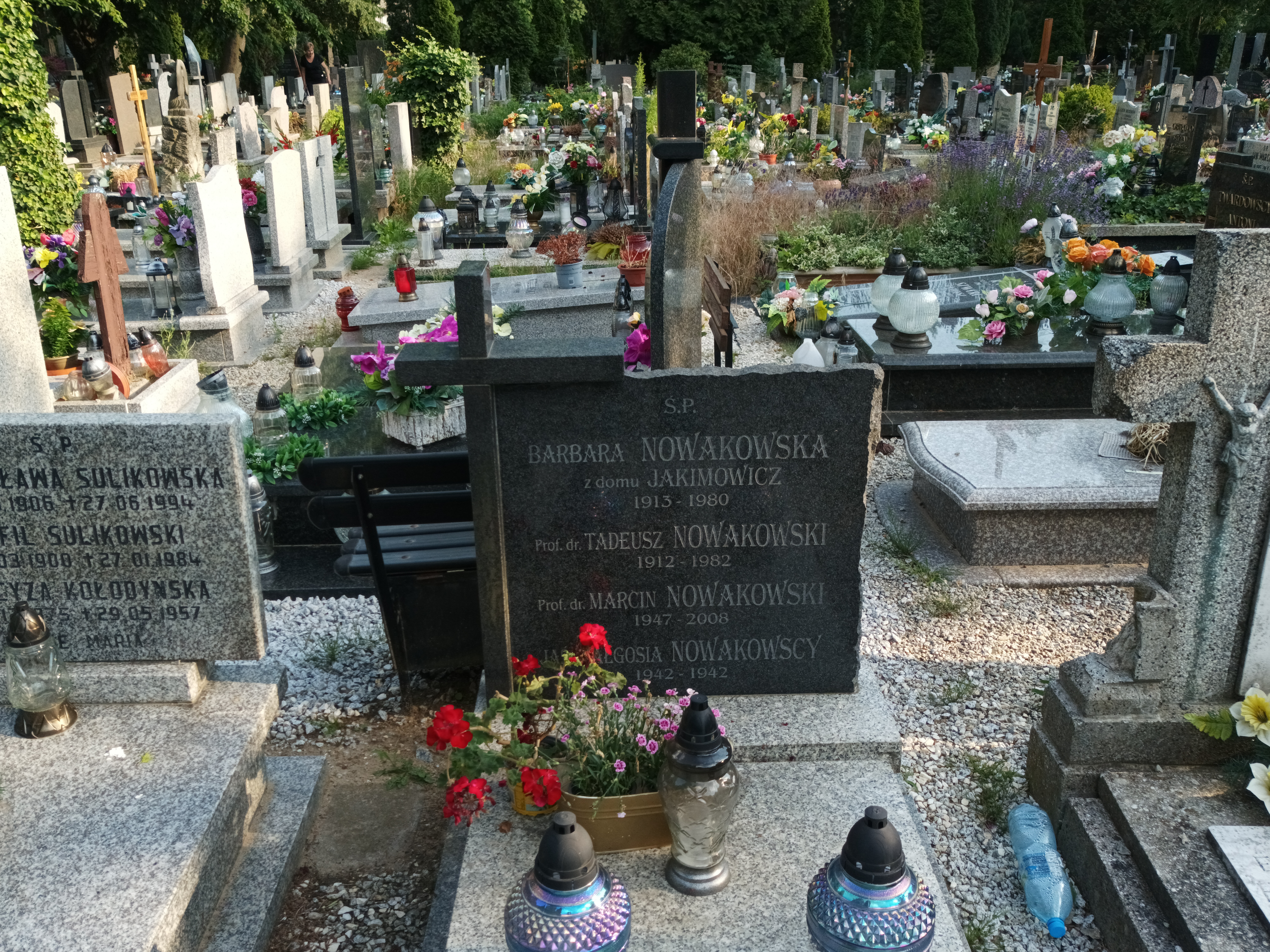
Grób prof. Tadeusza Nowakowskiego na cmentarzu św. Wawrzyńca we Wrocławiu

## Ordery i odznaczenia
- Srebrny Krzyż Zasługi (14 października 1947)[5]
- Medal 10-lecia Polski Ludowej (22 lipca 1955)[6]